# Five Islands Provincial Park
Five Islands Provincial Park är en park i Kanada.   Den ligger i provinsen Nova Scotia, i den östra delen av landet, 900 km öster om huvudstaden Ottawa. Five Islands Provincial Park ligger 69 meter över havet.
Terrängen runt Five Islands Provincial Park är varierad. Havet är nära Five Islands Provincial Park åt sydväst. Trakten är glest befolkad. 